# Klínovitá bašta
Klínovitá bašta je zaniklá gotická bašta, menší věž specifického půdorysu, v Českých Budějovicích. Stála v parkánu mezi Zátkovým nábřežím a Českou ulicí.

## Charakteristika
Vybíhala z hlavní hradební zdi v místě současného gymnázia v České ulici 64. Oproti většině ostatních bašt hlavní hradební zdi, jejichž vybíhající část měla kruhový půdorys, byl půdorys Klínovité bašty směrem k Slepému rameni zahrocený v břit. Historik Juraj Thoma ho dává do možné souvislosti se stavební činností dominikánů ve 2. polovině 13. století. Vrchol věže uzavírala špičatá střecha krytá prejzy.

## Odstranění a jeho kritika
Klínovitá bašta byla společně s částí okolních hradeb zbořena v roce 1902. Tento krok vycházel z nechvalně známého Hackova regulačního plánu města vypracovaného roku 1889 a radnicí schváleného 1895. O záměru informoval budějovický list Budivoj:
| „                            | Při stavební komisi ve středu dne 16. července 1902 protestoval c. k. konservator p. prof. Braniš proti zboření staré památky upomínající na někdejší opevnění města a nahražení jí moderní budovou. Slavná komise však přes tento protest přešla k dennímu pořádku s tím odůvodněním, že tento zbytek ze starých dob města je bezcenným. Pro tento názor zvedl ruku i zástupce obce p. Hansen. Ovšem jde tu o moderní stavbu německého ústavu a tu přec každá námitka, i za cenu výtky vandalismu, předem musí býti utlučena. | “ |
| — Budivoj, 18. července 1902 | |   |

Proti odstranění památek byl pouze Josef Braniš, odstranění schválil i německý purkmistr Josef Taschek. Když se po letech Taschekův postoj k bourání gotických památek změnil, vytkl Branišovi, že proti bourání neprotestoval důrazněji. V místě hradeb a bašty byla postavena budova německého gymnázia, dnešní gymnázium Česká.

## Galerie

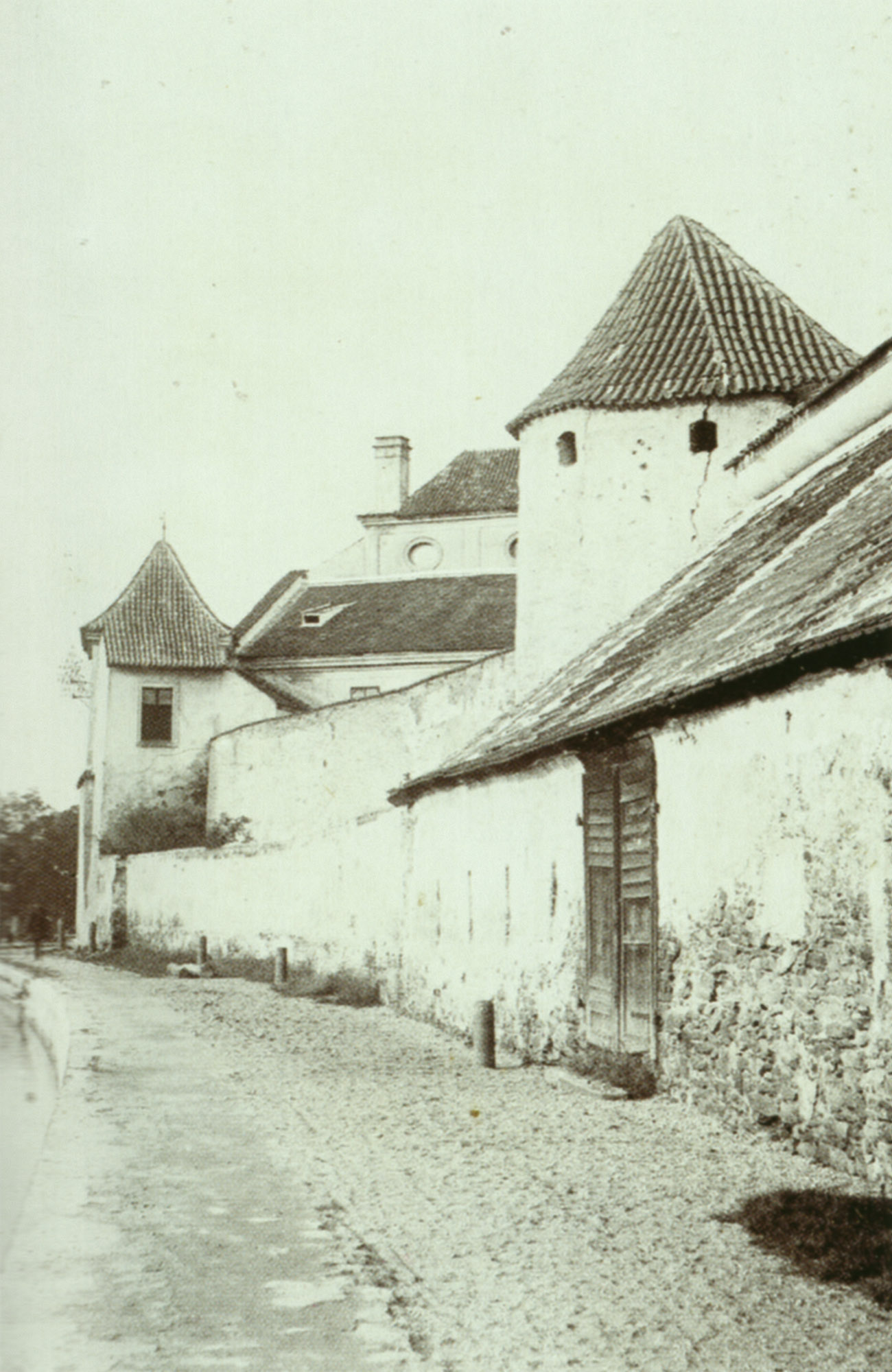
Kolem roku 1890, foto Ferdinand Künzl
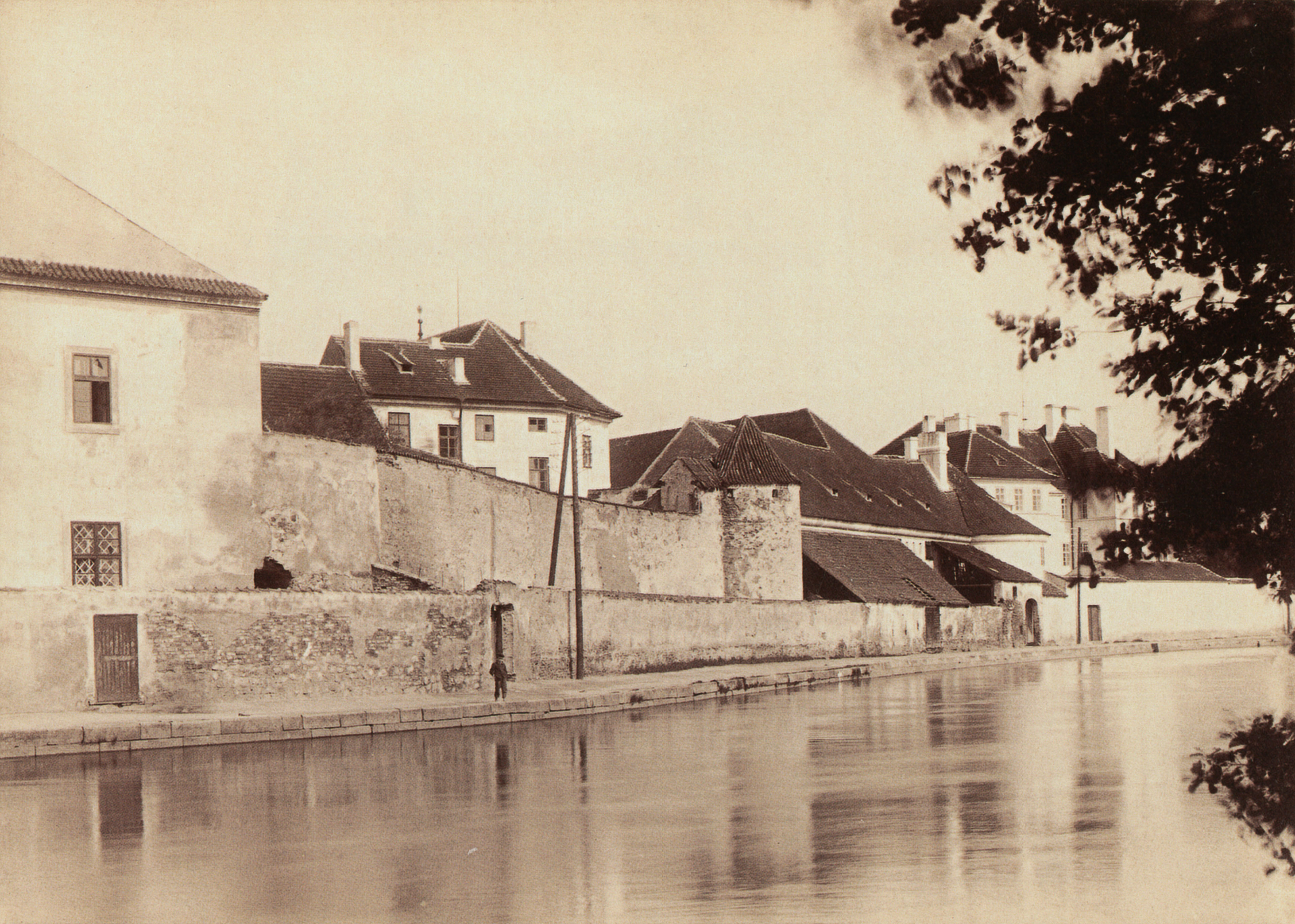
Před rokem 1901, foto Johann Rundensteiner
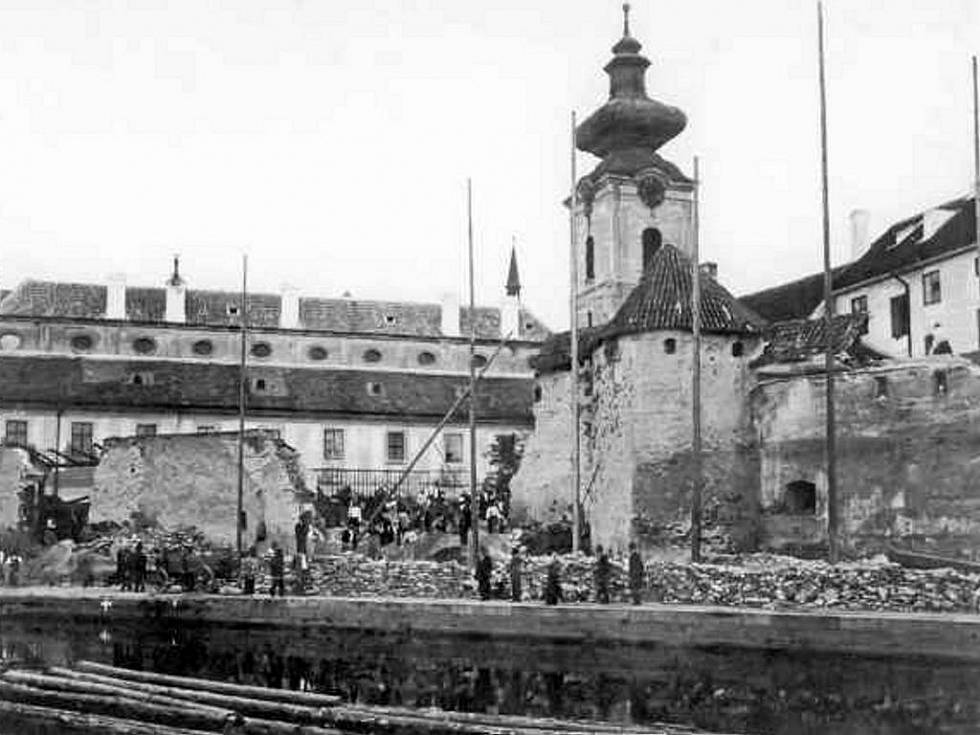
Bourání v roce 1902, foto asi Johann Rundensteiner
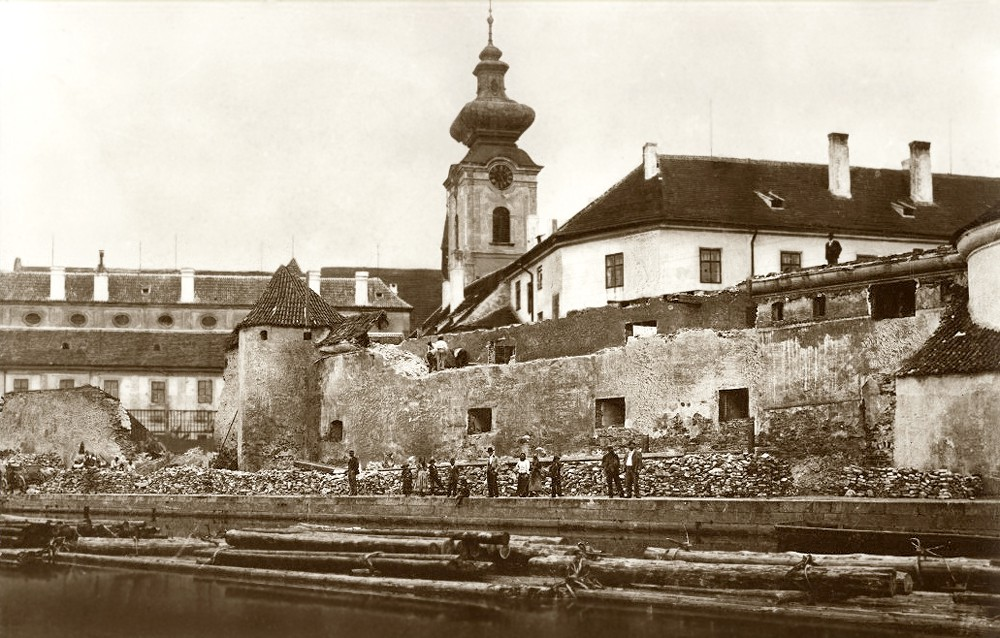
Postupující bourání v roce 1902, foto asi Johann Rundensteiner